# ضاری سعید
ضاری سعید (عربی: ضاري سعيد مبروك عبدالله؛ زادهٔ ۲ مهٔ ۱۹۸۷) بازیکن فوتبال اهل کویت بود.
از باشگاه‌هایی که در آن بازی کرده‌است می‌توان به باشگاه ورزشی القادسیه کویت اشاره کرد.
وی همچنین در تیم ملی فوتبال کویت بازی کرده‌است.